# Задорожний Пилип Львович
Пилип Львович Задорожний — матрос Чорноморського флоту Російської імперії, який увійшов в історію тим, що, будучи командиром загону революційних матросів, які охороняли членів династії Романових, які опинилися в Криму взимку 1917-1918 років, фактично врятував їх від розправи місцевих рад і некерованої вуличної юрби.

## Порятунок Романових у Криму взимку 1917—1918 років

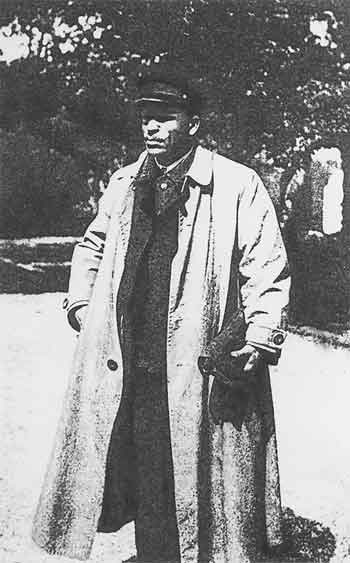
Комісар П. Л. Задорожний

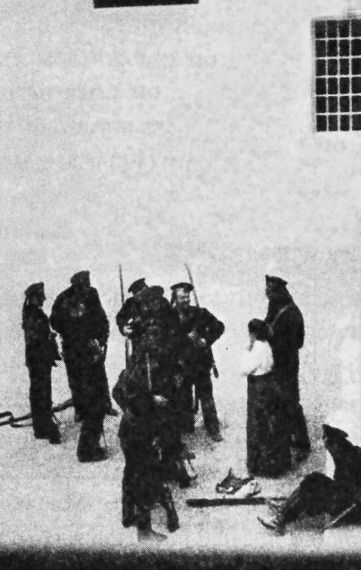
Матроси обшукують палац Дюльбер

Про Ф. Л. Задорожнього відомо лише у зв'язку з його роллю в порятунку членів імператорської фамілії в Криму взимку 1917—1918 років. Відомо, що він був матросом Чорноморського флоту. У 1916 році служив в Качинському авіаційному загоні, організованому Великим князем Олександром Михайловичем.
Велика княжна Ксенія Олександрівна згадувала, що Задорожній, представник Севастопольської ради, «здоровань у матроській формі», з'явився в маєтку «Ай-Тодор», де вона проживала з чоловіком Олександром Михайловичем, матір'ю Марією Федорівною, дітьми і родичами, за три-чотири тижні до Різдва 1917 року і оголосив, що його призначено представником влади у всьому районі і що всім Романовим разом з наближеними і прислугою з різних маєтків на Південному березі Криму, в яких вони проживали, треба перебратися в один маєток — «Дюльбер», збудований Великим князем Петром Миколайовичем, оскільки його легше за все захищати через його архітектурні особливості — він був побудований в стилі середньовічного мавританського замку з високими вежами і товстими стінами по периметру.
Можливо, на ставлення Задорожного до полонених вплинуло те, що він особисто знав Олександра Михайловича Романова по Качинський школі авіації, в якій той користувався величезним авторитетом, і, очевидно, як і багато з моряків Чорноморського флоту, ставився до нього з великою повагою. Згодом А. М. Романов написав у своїх мемуарах: «Моя сім'я губилася у здогадах з приводу нашої мирної співдружності з Задорожним… Великим благом було для нас опинитися під вартою. У присутності своїх товаришів він ставився до нас жорстко, не видаючи справжніх почуттів…». Більш того, Задорожний просив Олександра Михайловича допомагати йому складати письмові рапорти в Севастопольську раду про поведінку великих князів, що перебували під арештом. Підтверджувала слова Олександра Михайловича і Марія Федорівна: «Турбота про нас Задорожного і бажання його охоронити нас від жорстокості революції наближають нас, людей, до Бога».
Іншої думки була про нього Велика княгиня Ольга Олександрівна, яка писала згодом: «Це був убивця, але людина приваблива. Він ніколи не дивився нам в очі. Пізніше він зізнався, що не міг дивитися в очі людям, яких йому доведеться якось розстріляти. Правда, з часом він став ввічливішим. І все ж, незважаючи на всі його добрі наміри, врятував нас врешті не Задорожний, а та обставина, що Севастопольська і Ялтинська ради не спромоглися домовитися, хто мав переважне право поставити нас до стінки». Очевидно, справа все ж було інакше: Севастопольська рада, якій підпорядковувався комісар Задорожний, не бажала приймати стосовно Романових власних рішень, очікуючи вказівок від центральних властей. Але вони так і не надійшли. Задорожний ж дуже педантично ставився до виконання даного йому доручення щодо припинення будь-яких несанкціонованих Севастопольською радою дій щодо Романових.
Коли на Крим у березні 1918 року розпочався німецький наступ, обстановка навколо Романових різко загострилася. Представники Ялтинської ради зажадали негайного їх розстрілу.
Зубчасті стіни палацу виявилися дуже зручними для пристрою кулеметних гнізд. Сам Великий князь Олександр Михайлович став правою рукою Ф. Л. Задорожного по розробці заходів по обороні палацу. Він, як професійний військовий, надав допомогу в обладнанні місця для кулеметів та розрахував сектори вогню, допоміг охорони налагодити роботу прожекторів. Неодноразові напади озброєних загонів анархистськи налаштованих прихильників Ялтинської ради так жодного разу і не закінчилися штурмом. В одну з квітневих ночей 1918 року, коли, за даними Задорожного, Ялтинська рада вже вислала до «Дюльберу» штурмовий загін, він навіть розпорядився залучити до оборони здатних тримати зброю із числа тих, що перебували під арештом. Однак наступного дня під стінами «Дюльберу» з'явився не радянський загін з Ялти, а германці, що окупували Крим. Довелося вже Задорожному просити Олександра Михайловича прибрати його і матросів його загону під заступництво Романових — коли німецький офіцер повідомив Романовим, що вони переходять під охорону німецьких військ, а більшовиків, які тримали їх під арештом, він негайно розпорядиться розстріляти, Олександр Михайлович, як і всі Романови, заступився за своїх охоронців і попросив залишити їм охорону російських матросів. Німецький офіцер насилу повірив у щирість такого прохання.
Марія Федорівна навіть замовила скульптору Р. В. Дерюжинському, який знаходився разом з Романовими під арештом, виготовити гіпсовий бюст Ф. Л. Задорожного і під час роботи відвідувала майстерню скульптора. Дерюжинский описав у своїх спогадах Задорожного як людину широкої душі, який міг викликати до себе повагу і навіть любов. На думку Дерюжинского, Задорожний прийшов у революцію через переконання і засуджував грабежі і невиправдані вбивства, був людиною безумовно чесною, чистою, наївних і зворушливих ідей. По закінченні виготовлення бюста вдовуюча імператриця влаштувала у себе обід на честь Задорожного. Бюст Задорожного скульптору дуже вдався і навіть був виставлений на Ялтинській художній виставці 1918 року. Доля бюста невідома.

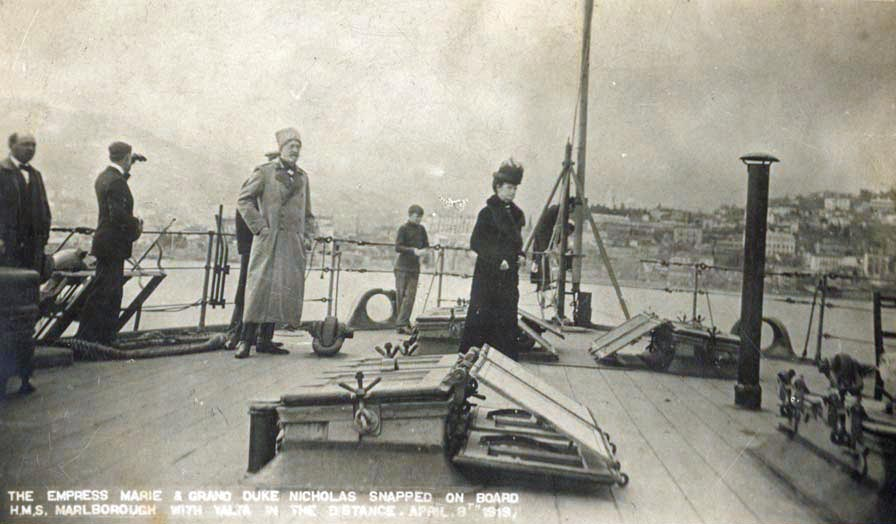
Марія Федорівна і Микола Миколайович на борту британського лінкора «Мальборо» 11 квітня 1919 року. На горизонті видно Ялту

Загін Задорожного продовжував охороняти Романових до самого від'їзду в еміграцію. Коли все ж прийшла пора розлучатися, полонені та охоронці зворушливо прощалися, наймолодші з них плакали.
Справжні обставини перебування Романових під арештом, а також історія їхнього порятунку від розправи досі до кінця не з'ясовані. Історик Ю. А. Манцуров вважав, що однією з версій, що пояснює таку поведінку матроса Ф. Л. Задорожного, може бути те, що той керувався вказівками качинських льотчиків (авторитет Великого князя серед них був величезний), які опинилися в Севастопольській раді. Комісар авіації Криму, льотчик Качинської школи В. М. Ремезюк і перший льотчик Росії М. Н. Єфімов, який перейшов на бік більшовиків, але зберіг добрі стосунки з Олександром Михайловичем, цілком могли впливати на Севастопольську раду таким чином, щоб остання навіть пішла на відкритий конфлікт з Ялтинською радою заради збереження життя Олександру Михайловичу і всім Романовим.
Подальша доля Задорожного невідома.